# Хил Кантри Вилиџ (Тексас)
Хил Кантри Вилиџ (енгл. Hill Country Village) град је у америчкој савезној држави Тексас. По попису становништва из 2010. у њему је живело 985 становника.

## Демографија
Према попису становништва из 2010. у граду је живело 985 становника, што је 43 (4,2%) становника мање него 2000. године.
| Група             | 2000.       | 2010.       |
| Белци             | 827 (80,4%) | 744 (75,5%) |
| Афроамериканци    | 11 (1,1%)   | 5 (0,5%)    |
| Азијати           | 12 (1,2%)   | 23 (2,3%)   |
| Хиспаноамериканци | 163 (15,9%) | 189 (19,2%) |
| Укупно            | 1.028       | 985         |